# Idaea lucia
Idaea lucia là một loài bướm đêm trong họ Geometridae.